# Kontiolax kyrka

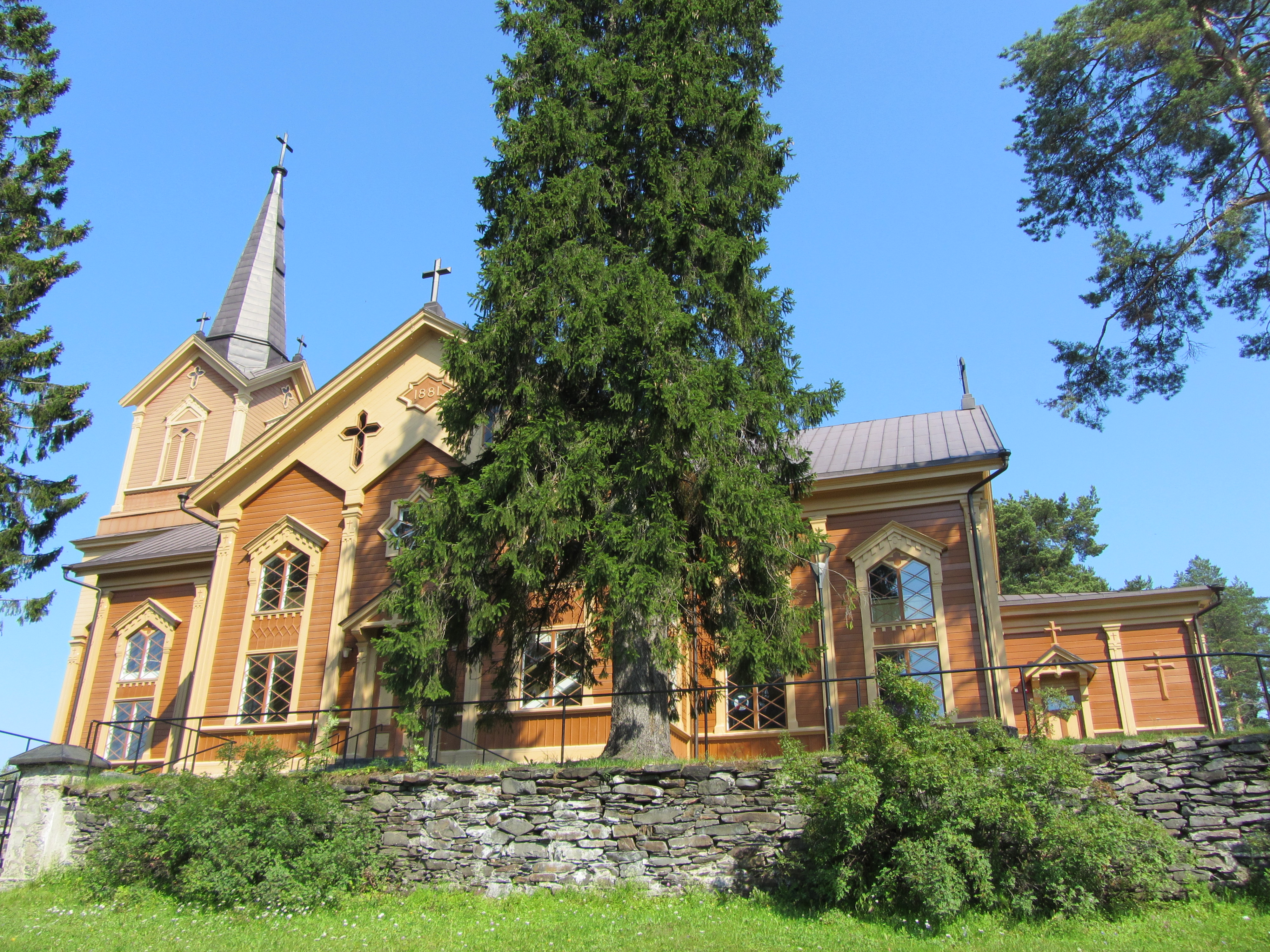
Kontiolax kyrka

Kontiolax kyrka är huvudkyrka för en evangelisk-luthersk församling i Norra-Karelen. Kyrkan ligger i centralorten i Kontiolax (finska:Kontiolahti) kommun.

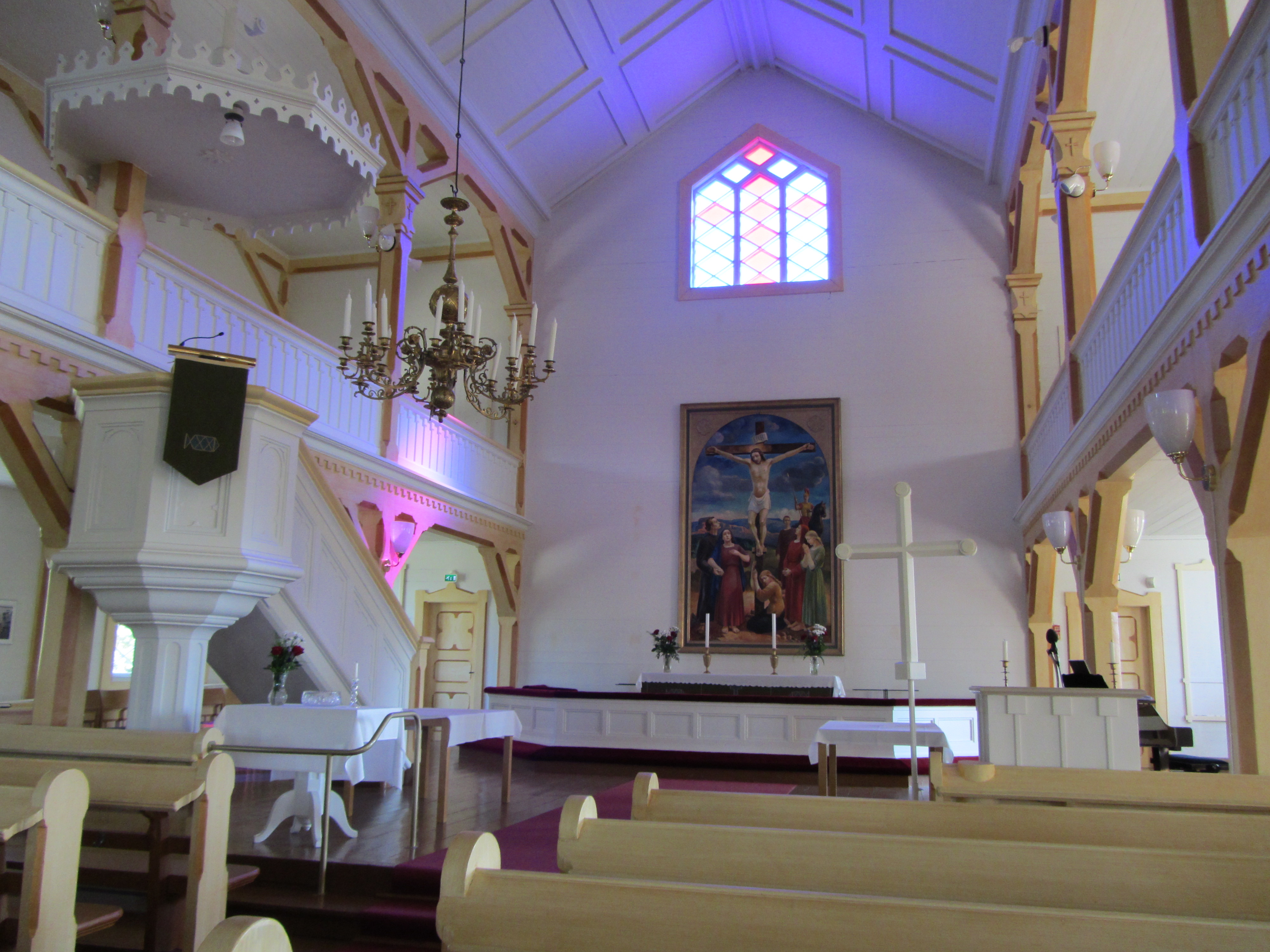
Kontiolax kyrka, interiör efter renoveringen 2009

Församlingen grundades år 1732 som bönehusgäll i Libelits församling, erhöll kapellrättigheter och avskildes till eget pastorat 1857. Församlingens första kyrka var en träkyrka från 1739. Följande kyrka uppfördes 1780. Den brann ned 1879 och var redan före det förfallen.
Nuvarande träkyrka uppfördes år 1881. Den är ritad av Georg Wilenius och Axel Hampus Dahlström. Kyrkan är en tornförsedd långkyrka med tvärhus samt med sakristiebyggnad som förlängning av kordelen. Genom sina arkitektoniska former ansluter sig kyrkan till ett flertal närmast nygotiska tornkyrkor från senare hälften av 1800-talet. Kyrkorummet täckes invändigt av ett brutet tak av träd.
Kyrkan ligger i nord-syd-riktning med huvudingång i norr och kor i syd. Kyrkans altartavla med Kristus på korset är målad av Yrjö Ollila 1929 och kyrkan har cirka 1000 sittplatser.
Kyrkan saknade länge en orgel. År 1943 köpte församlingen en orgel från Leppävirta församling. Orgeln är byggd av orgelbyggeri Gustav Norman i Tallinn år 1877, och orgeln är således äldre än kyrkan. Orgeln är mekanisk med 14 stämmor, delade på två manualer samt pedal och den har renoverats senast på 1990-talet. I kyrkans torn finns två kyrkklockor,  den ena från år 1962 och den andra från år. 1989. Kyrkan grundrenoverades år 2009 och den fick tillbaka den ursprungliga färgskalan  från 1881 såväl inne och ute.